# Tridesmus portoricensis
Tridesmus portoricensis är en mångfotingart som beskrevs av Filippo Silvestri 1908. Tridesmus portoricensis ingår i släktet Tridesmus och familjen fingerdubbelfotingar. Inga underarter finns listade i Catalogue of Life.